# Амерички долар
Долар је средство плаћања, обрачуна и размене у САД. Такође је распрострањен као резервна валута у неким другим земљама у свету. Тренутно издавање долара контролишу америчке Федералне резерве. Симбол који је најчешће у употреби за амерички долар је знак долара ($). ISO 4217 код за амерички долар је USD; амерички долар је такође означен као US $ од стране ММФ-а. Амерички долар се састоји од 100 центи.
У 1995. години у употреби је било преко 380 милијарди америчких долара широм света, од тога двије трећине ван Сједињених Држава, а од априла 2004. године готово 700 милијарди долара је у оптицају и то још увек две трећине ван Америке. Сједињене Државе су једна од неколико земаља које користе назив долар за своју валуту. Неколико земаља користе амерички долар као своју званичну валуту, а у многима се долар употребљава као дозвољено средство плаћања. Американци често користе и реч „бак“ (buck) за долар. Овај термин је настао приликом трговине кожама у колонијално доба.

## Историја
Одмах после рата за независност 1785. године, први министар финансија нове владе, Александар Хамилтон, је као средство плаћања, обрачуна и размене предложио долар. Као прва средства плаћања код колониста „новог света“ су била пиринач, дуван, жито, индиго и вампум, индијански новац, нанизане пробушене шкољке, али такође и енглески, и француски и шпански златници и сребрњаци.
Шпански ковани сребрњак годинама је служио као неслужбена валута америчких колонија. Међутим, његова размена је била врло непрактична. Наиме, да би се могао разменити, морао је, дословно, бити разбијен на осам комадића.
Године 1690, колонија Залив Масачусетс је била прва колонија која је издала папирнати новац. У време рата за независност, како би успео финансирати војску на челу са генералом Џорџом Вашингтоном, Континентални Конгрес је 1775. године одобрио неограничено издавање папирних новчаница, познатих као „континенталци“. Будући да су биле без покрића, убрзо су постале безвредне. Одтад у Америци постоји чак и израз „Није вредан ни континенталца“.
По потписивању Декларације о независности, реч „Сједињене Државе“ по први пут су се појавиле на папирном новцу, али због пропасти континенталца, људи су били сумњичави према том новцу. Због тога је Континентални конгрес, како би придобио додатну подршку за рат, 1781. године основао у Филаделфији Банку Северне Америке, прву комерцијалну банку, а четири године касније је увео долар као националну валуту која је заменила оне из појединачних колонија. Долар је био кован од сребра.
После 181 године ковања, сребрни долар је 1873. године престао бити стандарда вредност. Открића злата на Аљасци, довела су до повећања златних резерви. Америка је, службено, 1900. године, увела као стандард „златне резерве“.
Године 1913. утемељена је федерална структура звана Федерални систем резерви, као и Средишња банка која од тада ставља у оптицај и папирнати и ковани новац у САД.
Долар какав ми данас познајемо издаје се у деноминацијама до 100 долара. Све веће вредности су укинуте 1969. године. Величина долара је промењена и смањена 1929. године, када је и одлучено да све новчанице до 100 долара на лицу носе портрет, а на наличју зграду или споменик. Године 1955. на новчанице су додате речи „У Бога верујемо“.

### Биметализам
Закон Сједињених Држава о ковању новца из 1792. године успоставио је ковницу Сједињених Држава. и поставио следећу дефиницију долара (следи приближан превод). Долари или јединице – сваки појединачно ће да буду вредности Шпанског долара, и садржаваће 24,06 грама чистог, или 26,96 грама стандардног сребра.
Такође је одређен курс по којем ће се размењивати чисто сребро и чисто злато и он је износио 15:1. Према томе вредност долара је била дефинисана као количина од 24,06 грама чистог сребра, или 1,6 грама чистог злата и сам новац је могао бити размењен у ковници или за сребро, или за злато, и то у односу од 15:1. Овај стандард, познатији као биметализам, био је на снази кроз већи део 19-тог века.
У 1834. години услед пада вредности сребра однос од 15:1 је промењен на однос 16:1. Ово је довело до тога да је нови амерички долар имао подлогу од 1,5 грама злата, док је претходни курс износио 1,6 грама за долар. Ова промена вредности је изазвала девалвацију долара, прву у историји, и смањила је његову вредност подлоге у злату за око 6%.
Откриће великих налазишта руде сребра у Западним САД крајем 19. века, изазвало је политичке контроверзе. С једне стране су стајали интереси земљорадника чије ставове је заступала U.S. Greenback Party (Партија Зелене позадине – дословно преведено). Они су се залагали за задржавање биметализма, уз инфлацију, што би олакшало враћање дугова земљорадницима. На другој страни били су банкарски и комерцијални интереси из источних делова САД који су се залагали за јаки новац и прелазак на златни стандард. Ова дебата поделила је Демократску странку у 1896. Довела је и до чувеног говора „прелаза на злато“, који је одржао Вилијам Џенингс Брајан и који је, могуће, инспирисао многе делове Чаробњака из Оза.
Године 1878. године донесен је Бланд-Алисонов закон да обезбеди слободно ковање сребра. Овај закон захтевао је од владе да месечно обезбеди сребрне полуге у вредности између 2 и 4 милиона долара, по тржишним ценама, и да од тог сребра искује сребрне доларе. Ово је, у ствари, био подстицај за политички утицајне произвођаче сребра.

### Златни стандард
Биметализам, као стандард, постојао је до 14. марта 1900. године, када је донесен Закон о златном стандарду који је одређивао да ће доларска вредност износити 1,67 грама злата, и да ће то бити стандардна јединица вредности, а да ће све новчанице или новчићи издавани од стране Сједињених Држава одржавати вредност овог течаја.
Ово је увело Сједињене Државе у доба златног стандарда, направило злато јединим легалним средством обрачуна вредности новца и поставило вредност долара на 20.67 америчких долара за унцу злата. Ово је дало могућност замене долара у износу од $1,5 (отприлике) за један грам злата – исту могућност замене коју је долар имао и у биметализму.
За време периода познатог као Велика депресија, предсједник Франклин Делано Роосевелт променио је вредност долара и тада се долар могао заменити у износу од 1.125 америчких долара за грам злата. То је представљало пад вредности долара, и он је, одлуком владе, био девалвиран за готово 41%. Године 1928. доларска новчаница је идентификована као „новчаница Сједињених Држава“ и на њој је стајало одштампано „Плаћа се доносиоцу по захтјеву“, што не стоји на данашњим новчаницама.
После Другог светског рата уговором из Бретон Вудса одређено је да ће вредност свих осталих валута бити мерена вредношћу америчког долара, и тако су и остале валуте индиректно повезане са златним стандардом. Покушаји америчке владе да одржи обоје, утврђену вредност долара према злату, као и размењивост долара с другим валутама, створили су притиске на трговину и економију. До раних шездесетих притисци су постајали све већи, и све је теже било одржавати тај систем.
У марту 1968. године покушаји да се одржи прописана цена злата на слободном тржишту, напуштени су. Почео је дворедни систем. У овом систему све трансакције злата централних банака биле су изоловане од слободних тржишних цена. Централне банке могле су да тргују међусобно златом по дотадашњој прописаној цени, али нису смеле да тргују на слободном тржишту. На слободном тржишту могло се трговати према важећим реалним ценама (ценама које су се одређивале понудом и потражњом), и не би се интервенисало против тога. Цене на тржишту су одмах скочиле на 1.383 америчких долара за грам злата (1,383 $/g). Цене су се поткрај 1969. године накратко вратиле на старо, да би убрзо након тога цена злата започела постојани раст. Ова цена плафон је достигла крајем 1972. године (2,29 $/g). До тог времена појавиле су се и слободне курсне листе по којима се злато размењивало и ван слободног тржишта, што је дефакто указивало на престанак важења Бретон Вудсовог уговора. Дворедни систем је напуштен у новембру 1973. године. До тада цена злата је нарасла на (3,22 $/g).
У раним седамдесетим, инфлација изазвана растућим ценама увозних добара, нарочито нафте, и повећана буџетска потрошња због Вијетнамског рата, а која није праћена одговарајућим резовима трошкова у другим областима, комбинована са трговинским дефицитом, довела је до тога да је долар вредео мање него злато које му је служило као подлога.
У 1972. години Сједињене Државе су одредиле вредност долара од 1.22 америчких долара по граму злата. Зато што су друге валуте вредноване преко америчког долара, ово је створило забуну и неке поремећаје на тржишту валута. Од 1975. године Сједињене државе су пустиле да се вредност долара одреди на слободном тржишту. С овим потезом вредност долара је по први пут у историји одређивана слободним курсом.
Изненадни скок цене злата, након што су централне банке одустале од његовог контролисања, сигнализирао је губитак поверења у долар. У одсуству гарантоване вредности долара у односу на злато, инвеститори су одлучили да поклоне поверење злату. Последица тога је да је цена злата расла с 1.125 $/g у 1969. години на чак 29$/g у 1980. години.
Убрзо након што је, у раним седамдесетим, цена злата почела са својим растом, цене других добара као што је нафта такођер су почеле да расту. Док су цене других добара биле прилично несталне и промењиве, однос између цена нафте и злата остао је углавном сличан у деведесетим, као што је то био у шездесетим, седамдесетим и осамдесетим.
Бојећи се појаве економије базиране на новчићима са златном подлогом и слободним одређивањем вредности, одвојене од централне банке, и са надолазећом претњом колапса америчког долара Влада Сједињених Држава одобрила је неколико промена у трговини путем COMEX-а. Ове промене резултирале су наглим падом опадања обима трговине племенитим металима од 1980 наовамо.
У септембру 1987. године, амерички секретар финансија у администрацији председника Регана, Џејмс Бејкер, начинио је предлог за ММФ (Међународни монетарни фонд) да се начини корпа роба (укључујући и злато) која ће служити као референтно мерило приликом одређивања вредности светских валута. Међутим крах тржишта деоница у октобру 1987. године, праћен иранским скандалом удаљио је администрацију од тих планова, и повољан политички моменат је био пропуштен. Маја 2004. године актива резерви Сједињених Држава износила је $11,045,000.000 у злату (које је вредновано 1.36 $/g).

### Декретни новац
Данас је, као и многе валуте у свету, и долар декретни новац без икакве унутрашње вредности и без одговарајуће позадине у злату или кошари роба одговарајуће противвредности, али људи су наговорени (или им је одређено) да га користе.
Године 1963. речи „биће плаћено доносиоцу по захтеву“ су повучене са свих новоштампаних новчаница. Затим је 1968. године замена старих новчаница с тим натписом за злато или сребро, званично окончана. Законом о кованицама из 1965. године уклоњено је сво сребро из новчића од четврт долара и из дајмова (новчића од 10 центи), које су биле до 90%-тно од сребра. Остала је законска одредба која је дозвољавала да новчићи садрже до 40% сребра, али је касније и ова одредба повучена, и данашњи новчићи немају у себи ни трун сребра.
Важно је напоменути да су све новчанице издате од 1861. године наовамо, признате од владе као легално средство плаћања у њиховој номиналној вредности, иако нису замењиве за злато или сребро, јер је тај вид обавезе престао важити послије 1968. године. Неке од тих новчаница имају веома високу вредност за нумизматичаре. Једини изузетак од овог правила су новчанице од 10.000 америчких долара исплативе у злату, серија 1900, које су ненамерно пуштене у промет због пожара 1935. године. Једна кутија ових новчаница је дословно бачена кроз прозор. За овај сет новчаница се не рачуна да је у промету, и у ствари рачуна се као украдено власништво. Ипак чини се да влада и није превише забринута због њих, пошто су све новчанице те вредности отказане и према томе ван промета. Њихова унутрашња вредност је ништавна, а њихова колекционарска вредност износи, према грубој процени, око $1,000.
Према подацима Бироа за гравирање и штампање, од 31. јула 2000. године $539,890,223,079 укупно је било у светској циркулацији, од чега $364,724,397,100 вредности у новчаницама од $100. Процењује се да када би, рачунајући од септембра 2004. године, све злато које држе Сједињене Државе (8 140 тона) било поново употребљено као подлога за издате новчанице долара ($733,170,953,704) злато требало бити цене од 90 $/g.

## Новчанице
| Амерички долар             | Амерички долар             |
| Изглед Америчких новчаница | Изглед Америчких новчаница |
| Деноминација ($)           | Особа                      |
| -------------------------- | -------------------------- |
| 1                          | Џорџ Вашингтон             |
| 2                          | Томас Џеферсон             |
| 5                          | Абрахам Линколн            |
| 10                         | Александар Хамилтон        |
| 20                         | Ендру Џексон               |
| 50                         | Јулисиз Симпсон Грант      |
| 100                        | Бенџамин Френклин          |
| 500 †                      | Вилијам Макинли            |
| 1.000 †                    | Гровер Кливленд            |
| 5.000 †                    | Џејмс Медисон              |
| 10.000 †                   | Селмон П. Чејс             |
| 100.000 †                  | Вудро Вилсон               |
| † Нису у оптицају          |                            |

Федерална влада је за време Америчког грађанског рата почела с издавањем новчаница, чија су подлога били шпански долари. Како фотографска техника тог доба није могла радити слике у боји, одлучено је да позадина доларске новчанице буде у некој боји (само не црној). Избор је пао на зелену, пошто она симболизује стабилност. Новчанице су постале познате као greenbacks („зелембаћи“) због боје позадине, а с њима је започела традиција да се америчке новчанице штампају са зеленом подлогом. За разлику од многих других валута, америчке новчанице увек се штампају у истој боји (црној са зеленом позадином и зеленим преливима преко црне), не рачунајући једва примјетне преливе других боја на новијим новчаницама од $20 и $50. Новчанице Федералних резерви су се штампале у истој боји већи део 20. вијека, иако старије новчанице зване сребрне имају плаве преливе напред, а новчанице Сједињених Држава црвене преливе напред.
Године 1929. величина новчаница је стандардизована (што је довело до 25%-тног смањења њихове тадашње величине). Модерне новчанице, без обзира на деноминацију, широке су 66,3 mm, дуге 156 mm, а дебљина им је 0,109 mm. Новчаница тежи отприлике један грам, и трошкови њене производње су око 4,2 цента по комаду.
Микропринтање и сигурносна нит уведени су у серији 1991. Друга серија, започета 1996. године, увела је следеће новине: много већи портрет, померен из центра, да би се добило више простора за водени жиг. Водени жиг, смештен десно од портрета, приказује исту слику као и портрет. Видљив је само ако се задржи под светлом и дуго је представљао једну од главних заштитних мера већине главних валута. Сигурносна нит даје црвени одсјај под ултраљубичастим светлом и позиционирана је другачије на новчаницама различитих деноминација. Тинта која мења боју ако се посматра из различитих углова се појављује на редном броју у доњем десном углу предње стране новчанице. Микропринтање на редном броју у доњем левом углу, као и на капуту Бенџамина Френклина. Принтање концентрисаним финим линијама у позадини портрета и на задњем дијелу новчанице. Овај начин принтања је веома тешко копирати.
Новчаница од $50 из јуна 1997. садржи велики тамни број са свјетлијом позадином са задње стране новчанице, тако да олакша људима да распознају деноминацију. Новчаница од $20 из 1998. садржавала је нове могућности за машинско регистровање, што је требало олакшати регистровање на скенер уређајима. Сигурносна нит светли зелено под светлошћу и „USA TWENTY“ као и застава су отпринтане на нити, док је број 20 одштампан испред поља са звездама на застави. Микропринтање је изведено на доњем левом углу слике, као и на доњем лијевом углу предњег дијела новчанице. Како је од 1998. године новчаница од $20 била највише фалсификована од свих новчаница, од 13. маја 2003. године, Трезор је одлучио да ће представити нове боје на тој новчаници, што је било по први пут да новчанице садрже другу боју, осим црне или зелене, још од 1905. године. Потез је био више намијењен сузбијању фалсификовања, него томе да повећа визуелну разлику између новчаница различите деноминације. Главне боје свих новчаница ипак су и даље црна и зелена, а друге боје су присутне само као споредне и то на мање важним елементима новчанице. Ово представља контраст евру и другим валутама, чије се новчанице различитих деноминација упадљиво разликују. Тако се тешко може десити да се новчаница веће вриједности замијени за ону мање вриједности, што се у Сједињеним Државама често дешава, нарочито туристима, пошто су они мање упознати са детаљима који чине разлику између новчаница различитих вриједности.
Упркос релативно касно начињеним изменама на дизајну које су за циљ имале да спрече фалсификовање, критичари кажу да је оно још увек доста лако изведиво. Могућност репродуцирања боја код модерних штампача и њихова доступност свима значајно олакшавају посао фалсификаторима. Предлаже се увођење холографских црта на новчанице, као што је урађено код већине других новчаница и што би било много теже и скупље имитирати. Друга техника која би се могла користити је развијена у Аустралији и усвојило је неколико земаља, штампање полимерских (пластичних) новчаница.
Две најбитније компоненте новчанице папир и тинта посебног су састава и прављене су по специјалним рецептурама које се чувају као тајна. Текстуре које тај папир и тинта у комбинацији производе, тешке су за имитацију без одређене опреме и материјала. Долар опет остаје доста несигурнији од других валута, и док у банкама постоје уређаји који су у стању разликовати праву тинту и папир од лажних, та сигурност се губи на нижим нивоима (у продавницама, на улици и сл.).
Неке друге критике спомињу то да је новчанице различитих деноминација тешко разликовати, јер су све истих димензија. Заступници особа са слабим видом и слепих особа предлажу да би се на дизајну новчаница требало наћи мјеста и за ознаке на Брајевом писму, што би олакшало распознавање новчаница особама оштећеног вида. Неке од таквих особа тврде да доларе успевају распознати по осјећају, док се други ослањају на читаче новчаница.
Затим различита величина новчаница, осим помоћи слијепима, помаже и у борби против једне врсте фалсификовања, којој је амерички долар подложан. Фалсификатори могу једноставно избијелити новчаницу мање деноминације (обично ону од једног долара), и послије је прештампати додајући јој већу вриједност (обично 100 долара). Као противударац Влада Сједињених Држава предлаже да се новчанице раде у двије димензије. Тако би новчанице од $1 и $5 биле за један инч краће у дужину и пола инча краће у висину. Тако би добили две димензије новчаница за шест деноминација. Ипак ово дводимензионално штампање новчаница, уместо повећавања димензије с повећањем вредности, не би допринијело томе да слепци боље разликују новчанице.

## Новчићи
У нормалној употреби су новчићи деноминације 1¢ (penny), 5¢ (nickel), 10¢ (dime), 25¢ (quarter), 50¢ (пола долара, рјеђе се користи) и $1 (рјеђе се користи). Сребрни долар се користио од 1794. па све до 1935. године уз пар краћих периода некориштења; никло-бакарни долар исте величине као претходни кован је у периоду 1971-1978. Доларски новчић са ликом Сузан Ентони је представљен у 1979. години. Показао се као непопуларан јер је често био бркан са новчићем од 25¢, због приближне величине, изглодане ивице и сличне боје. Ковање овог новчића је брзо обустављено, али је, као и сви претходни новчићи, остао у употреби као законско средство плаћања. Године 2000. представљен је нови новчић од $1 са ликом Сагагавеје, и на овом новчићу су исправљене неке од грешака претходног долара са ликом Ентонијеве, па су тако новчићи добили глатке ивице и златну боју. Како год ни овај новчић није успио достићи популарност новчанице од $1 и ријетко се користи.
Сједињене Државе су ковале и новчиће других деноминација од 1793. године: 0,5¢, 2¢, 3¢, 20¢, затим $2,50, $3,00, $5,00, $1,.00, и 20.00. америчких долара Технички ови новчићи се још увек могу користити као легално средство плаћања у номиналном износу (износу који је назначен на самом новчићу), али они ипак вреде много више онима који се баве нумизматиком.
За разлику од већине валута вредност на новчићима није исписана бројем. Уместо тога вриједност је написана енглеским речима, што представља потенцијални проблем за стране посетиоце који лоше познају енглески језике.
Из историјских разлога, величина ових новчића не расте у складу с порастом њихове вредности. И један цент и пет центи су већи од новчића од десет центи, а новчић од пола долара је већи од тренутних новчића вриједности једног долара (оних са ликом Ентони Сузан и Сакагавеје).

## Симбол долара
Поријекло симбола „$“ објашњавано је на различите начине. Најчешће прихваћена теорија, према Бироу за гравирање и штампање, је да је знак резултат прелаза од мексичког или шпанског P's, знака за пезос, или пјастерс, или делимични знак за осмицу. Теорија изведена из проучавања старих рукописа објашњава да је S постепено почело бити писано преко P, чиме се добио знак који је сличан данашњем „$“. Био је широко кориштен пре увођења америчког долара 1785. године. Симбол долара са двије вертикалне линије је повремено у употреби. Овим се покушава ојачати тврдња да су слова U и S, симбол за Сједињене Држава, у ствари креирала знак долара, али заговорници те тврдње заборављају да је тај знак био широко распрострањен још у доба док су тринаест колонија биле у саставу Британије.

## Мане доларских новчаница
Упркос релативно касно начињеним изменама на дизајну које су за циљ имале да спрече фалсификовање, критичари кажу да је то још увек доста лако изведиво. Могућност репродуковања боја код модерних принтера и њихова доступност свима значајно олакшавају посао фалсификаторима. Предлаже се увођење холографских црта на новчанице, као што је урађено код већине других новчаница, нпр. Канадског долара, швајцарског франка, или евра, и што би било много теже и скупље опонашати. Друга техника која би се могла користити је развијена у Аустралији и усвојило је неколико земаља, штампање полимерних (пластичних) новчаница.
Додуше амерички долар и није толико рањив као што произилази из мишљења тих критичара. Две најбитније компоненте новчанице папир и тинта посебног су састава и прављене су по специјалним рецептурама које се чувају као тајна. Текстуре које тај папир и тинта у комбинацији производе, тешко се могу опонашати без одређене опреме и материјала. Долар опет остаје доста несигурнији од других валута, и док у банкама постоје уређаји који су у стању да разликују праву тинту и папир од лажних, та сигурност се губи на нижим нивоима (у продавницама, на улици и сл.).
Неке друге критике спомињу то да је новчанице различитих деноминација тешко разликовати, јер су све истих димензија. Заступници особа са слабим видом и слепих особа предлажу да би се на дизајну новчаница требало наћи мјеста и за ознаке на Брајевом писму, што би олакшало распознавање новчаница особама оштећеног вида. Неке од таквих особа тврде да доларе успевају распознати по осјећају, док се други ослањају на читаче новчаница.
Већина других новчаница, као евро, су различитих величина и боја за различите деноминације. То је корисно, и то не само слепим особама. Тако се тешко може десити да се новчаница веће вредности замијени за ону мање вредности, што се у Сједињеним Државама често дешава, нарочито туристима, пошто су они мање упознати са детаљима који чине разлику између новчаница различитих вредности.
С друге стране многе валуте других земаља имају неке заједничке особине, које нема амерички долар, а које помажу слепима. Тако канадски долар има избочене тачке на горњем десном делу новчанице, и њихов број зависи од вредности новчанице. Затим различита величина новчаница, осим помоћи слепима, помаже и у борби против једне врсте фалсификовања, којој је амерички долар подложан. Фалсификатори могу једноставно избелити новчаницу мање деноминације (обично ону од једног долара), и после је прештампати додајући јој већу вредност (обично 100 долара). Као противударац Влада Сједињених Држава предлаже да се новчанице раде у две димензије. Тако би новчанице од $1 и $5 биле за један инч (око 2,5 cm) краће у дужини, и пола инча (око 1,25 cm) краће у висини. Тако би добили две димензије новчаница за шест деноминација. Ипак ово дводимензионално штампање новчаница, уместо повећавања димензије с повећањем вредности, не би допринело томе да слепе особе боље разликују новчанице.

## Међународна употреба
Неколико држава осим Сједињених Држава користе долар као своју званичну валуту. Еквадор, Салвадор и Источни Тимор су прихватили долар као своју валуту, независно једни од других. Државе бивше Америчке Територије Пацифичких Острва, укључујући Палау, Сједињене Државе Микронезије и Маршалска Острва, се нису одлучили за независну валуту након проглашења независности. Поред тога валуте Бахама, Бермуда, Панаме и још неких држава се слободно мењају у односу 1:1 за амерички долар. И Аргентина је била поставила фиксни курс 1:1 између долара и своје валуте (пезоса) у периоду од 1991. до 2002. године. И Хонгконг је раних 1980-их фиксирао однос своје валуте и долара, што је урадила и Кина 1990-их. Малезија је то формално урадила 1997. године.
Долар се користи и као стандардна јединица вредности за нека добра којима се тргује на светским тржиштима, попут нафте и злата. А чак и компаније које имају мало директних додира са Сједињеним Државама, попут европског Ербаса, излиставају своју понуду и продају своје производе у доларима.
У садашњости долар је још увек најчешће кориштена резервна валута, највише чувана у новчаницама деноминације $100. Већи дио новчаница долара у ствари је у промету ван Сједињених Држава. Угледни економист Пол Семјуелсон објашњава да толика потражња за доларом, омогућава Сједињеним Државама да и даље одржавају велики спољнотрговински дефицит, без потребе да подузимају мере као што су обарање вредности валуте или ограничавање увоза.
Недуго након што је представљен евро и након што је пуштен у оптицај 2002. године (јер је евро неко вријеме пре тога био обрачунаван на рачунима, али новчанице нису биле пуштене у промет), вредност долара је започела свој константни пад на светској сцени. Након што је вредност евра почела да расте од марта 2002. године, а дефицит буџета Сједињених Држава почео се повећавати. До краја 2004. године долар је пао на своју најнижу вриједност према другим валутама, нарочито према новом ривалу евру. Евро је нарастао на око $1,36 /€ (односно 0,74 €/$) по први пут крајем децембра 2004. године, што је чинило велику разлику у односу на његову ниску вриједност из првих месеци 2003. године ($0,87/€).